# 橢斑溪脂鯉
橢斑溪脂鯉，為輻鰭魚綱脂鯉目脂鯉亞目頂器脂鯉科的其一種，分布於南美洲托坎廷斯河流域，體長可達4.3公分，棲息在底中層水域，生活習性不明。